# Championnats de France de marathon
Les Championnats de France de marathon sont une compétition d'athlétisme créée en 1912 et sous l'égide de la Fédération française d'athlétisme de cette discipline. L'épreuve masculine existe depuis les origines tandis que l'épreuve féminine apparaît en 1980. 
Le marathon, au programme des Jeux olympiques, est une course à pied d'une distance de 42,195 kilomètres. De 1912 jusqu'en 1945, la longueur de l'épreuve n'est pas obligatoirement de la distance standard. Jusqu'aux années 1960, les championnats se déroulent principalement en région Île-de-France dans les villes de Colombes et de Fontainebleau puis ils s'ouvrent au reste du territoire français par la suite.
Les records de titre appartiennent à Alain Mimoun, six fois champion de France chez les hommes, et à Maria Rebelo, Chantal Dällenbach et Aline Camboulives, sacrées trois fois dans la compétition féminine.

## Palmarès
| Année | Marathon                                             | Homme                                                | Temps                                                | Femme                                                | Temps                                                |
| ----- | ---------------------------------------------------- | ---------------------------------------------------- | ---------------------------------------------------- | ---------------------------------------------------- | ---------------------------------------------------- |
| 2024  | Sainte-Maxime                                        | Benjamin Polin                                       | 2 h 23 min 10 s                                      | Floriane Hot                                         | 2 h 46 min 2 s                                       |
| 2023  | Non organisé                                         | Non organisé                                         | Non organisé                                         | Non organisé                                         | Non organisé                                         |
| 2022  | Deauville                                            | Duncan Perrillat                                     | 2 h 17 min 41 s                                      | Anaïs Quemener (2)                                   | 2 h 40 min 37 s                                      |
| 2021  | Rennes                                               | Alexandre Bourgeois                                  | 2 h 16 min 52 s                                      | Aude de La Mettrie                                   | 2 h 51 min 00 s                                      |
| 2020  | Rennes                                               | Édition annulée en raison de la pandémie de Covid-19 | Édition annulée en raison de la pandémie de Covid-19 | Édition annulée en raison de la pandémie de Covid-19 | Édition annulée en raison de la pandémie de Covid-19 |
| 2019  | Metz                                                 | Julien Devanne                                       | 2 h 25 min 37 s                                      | Christelle Larrère                                   | 2 h 46 min 49 s                                      |
| 2018  | Albi                                                 | Mathieu Brulet                                       | 2 h 21 min 05 s                                      | Karine Pasquier                                      | 2 h 39 min 36 s                                      |
| 2017  | Sénart                                               | Freddy Guimard                                       | 2 h 20 min 10 s                                      | Corinne Herbreteau (2)                               | 2 h 38 min 05 s                                      |
| 2016  | Tours                                                | Paul Lalire                                          | 2 h 21 min 23 s                                      | Anaïs Quemener                                       | 2 h 55 min 26 s                                      |
| 2015  | Rennes                                               | Michaël Gras                                         | 2 h 18 min 32 s                                      | Aline Camboulives (3)                                | 2 h 37 min 02 s                                      |
| 2014  | Metz                                                 | Bouabdellah Tahri                                    | 2 h 16 min 28 s                                      | Elodie Navarro                                       | 2 h 43 min 56 s                                      |
| 2013  | Toulouse                                             | Ruben Indongo                                        | 2 h 17 min 32 s                                      | Corinne Herbreteau-Cante                             | 2 h 37 min 08 s                                      |
| 2012  | Nice-Cannes                                          | Stéphane Lefrand                                     | 2 h 18 min 00 s                                      | Aline Camboulives (2)                                | 2 h 38 min 48 s                                      |
| 2011  | Nice-Cannes                                          | Alban Chorin                                         | 2 h 18 min 53 s                                      | Aline Camboulives                                    | 2 h 38 min 42 s                                      |
| 2010  | Nice-Cannes                                          | Rachid Ghanmouni                                     | 2 h 12 min 59 s                                      | Adeline Roche                                        | 2 h 38 min 31 s                                      |
| 2009  | Meilleur temps de la saison sacré champion de France | James Theuri                                         | N/A                                                  | Christelle Daunay                                    | N/A                                                  |
| 2008  | Sénart                                               | Samir Baala (2)                                      | 2 h 19 min 45 s                                      | Laurence Klein                                       | 2 h 41 min 12 s                                      |
| 2007  | Dunkerque                                            | David Antoine (3)                                    | 2 h 20 min 36 s                                      | Béatrice Ceveno                                      | 2 h 45 min 01 s                                      |
| 2006  | Lille-Lens                                           | Pascal Fétizon (2)                                   | 2 h 20 min 42 s                                      | Svetlana Pretot                                      | 2 h 43 min 39 s                                      |
| 2005  | Mont Saint-Michel                                    | David Antoine (2)                                    | 2 h 24 min 58 s                                      | Corinne Raux                                         | 2 h 40 min 29 s                                      |
| 2004  | Dunkerque                                            | David Antoine                                        | 2 h 19 min 56 s                                      | Céline Cormerais (2)                                 | 2 h 44 min 19 s                                      |
| 2003  | Ajaccio                                              | Édition annulée                                      | Édition annulée                                      | Édition annulée                                      | Édition annulée                                      |
| 2002  | Le Havre                                             | Samir Baala                                          | 2 h 20 min 46 s                                      | Céline Cormerais                                     | 2 h 41 min 35 s                                      |
| 2001  | Saint-Sylvain-d'Anjou                                | Philippe Remond (2)                                  | 2 h 21 min 45 s                                      | Chantal Dällenbach (3)                               | 2 h 34 min 19 s                                      |
| 2000  | Reims                                                | Benoît Zwierzchiewski                                | 2 h 10 min 47 s                                      | Chantal Dällenbach (2)                               | 2 h 33 min 34 s                                      |
| 1999  | Reims                                                | Hakim Bagy                                           | 2 h 15 min 18 s                                      | Rakiya Maraoui                                       | 2 h 34 min 25 s                                      |
| 1998  | Albi                                                 | Bertrand Itsweire                                    | 2 h 17 min 29 s                                      | Annick Clouvel                                       | 2 h 38 min 24 s                                      |
| 1997  | Reims                                                | Pascal Blanchard                                     | 2 h 14 min 50 s                                      | Isabelle Guillot                                     | 2 h 37 min 20 s                                      |
| 1996  | Paris                                                | Pascal Fétizon                                       | 2 h 14 min 35 s                                      | Nadia Prasad                                         | 2 h 31 min 27 s                                      |
| 1995  | Cherbourg                                            | Abdi Djama-Galesh                                    | 2 h 13 min 57 s                                      | Chantal Dällenbach                                   | 2 h 38 min 47 s                                      |
| 1994  | Paris                                                | Philippe Remond                                      | 2 h 13 min 22 s                                      | Maria Rebelo (3)                                     | 2 h 35 min 07 s                                      |
| 1993  | Paris                                                | Dominique Chauvelier (4)                             | 2 h 12 min 11 s                                      | Maria Rebelo (2)                                     | 2 h 30 min 36 s                                      |
| 1992  | Paris                                                | Luis Soares                                          | 2 h 10 min 03 s                                      | Sylvie Bornet                                        | 2 h 32 min 24 s                                      |
| 1991  | Rouen                                                | Dominique Chauvelier (3)                             | 2 h 13 min 03 s                                      | Marie-Hélène Ohier                                   | 2 h 33 min 23 s                                      |
| 1990  | Nice                                                 | Dominique Chauvelier (2)                             | 2 h 15 min 18 s                                      | Maria Rebelo                                         | 2 h 33 min 38 s                                      |
| 1989  | Mérignac                                             | Thierry Watrice                                      | 2 h 18 min 54 s                                      | Martine Houdayer                                     | 2 h 48 min 00 s                                      |
| 1988  | Tours                                                | Alexandre Rachide                                    | 2 h 17 min 29 s                                      | Odile Poirot                                         | 2 h 49 min 00 s                                      |
| 1987  | Marseille                                            | Jean-Jacques Padel                                   | 2 h 16 min 01 s                                      | Cassandra Mihailovic                                 | 2 h 43 min 40 s                                      |
| 1986  | Lyon                                                 | Alain Lazare (2)                                     | 2 h 14 min 14 s                                      | Françoise Bonnet                                     | 2 h 32 min 32 s                                      |
| 1985  | Montataire                                           | Patrick Joannes (2)                                  | 2 h 16 min 41 s                                      | Sylviane Levesque (2)                                | 2 h 40 min 26 s                                      |
| 1984  | Annecy                                               | Patrick Joannes                                      | 2 h 12 min 36 s                                      | Chantal Langlacé (2)                                 | 2 h 37 min 38 s                                      |
| 1983  | Rouffach                                             | Alain Lazare                                         | 2 h 12 min 51 s                                      | Sylviane Levesque                                    | 2 h 38 min 58 s                                      |
| 1982  | Hyères                                               | Bernard Faure                                        | 2 h 16 min 29 s                                      | Chantal Langlacé                                     | 2 h 42 min 10 s                                      |
| 1981  | Beuvrages                                            | Dominique Chauvelier                                 | 2 h 14 min 09 s                                      | Chantal Navarro                                      | 2 h 42 min 11 s                                      |
| 1980  | Montataire                                           | Bernard Bobes (2)                                    | 2 h 15 min 42 s                                      | Joëlle Audibert                                      | 2 h 37 min 27 s                                      |
| 1979  | Agen                                                 | Bernard Bobes                                        | 2 h 19 min 48 s                                      | N/A                                                  | N/A                                                  |
| 1978  | Mérignac                                             | Jean-Paul Gomez                                      | 2 h 16 min 34 s                                      | N/A                                                  | N/A                                                  |
| 1977  | Beuvrages                                            | Fernand Kolbeck (5)                                  | 2 h 19 min 08 s                                      | N/A                                                  | N/A                                                  |
| 1976  | Paris                                                | Jean-Pierre Eudier                                   | 2 h 20 min 58 s                                      | N/A                                                  | N/A                                                  |
| 1975  | Dunkerque                                            | Daniel Fosse                                         | 2 h 19 min 43 s                                      | N/A                                                  | N/A                                                  |
| 1974  | Le Creusot                                           | Fernand Kolbeck (4)                                  | 2 h 26 min 13 s                                      | N/A                                                  | N/A                                                  |
| 1973  | Bonnétable                                           | Fernand Kolbeck (3)                                  | 2 h 18 min 19 s                                      | N/A                                                  | N/A                                                  |
| 1972  | Angers                                               | Fernand Kolbeck (2)                                  | 2 h 19 min 14 s                                      | N/A                                                  | N/A                                                  |
| 1971  | Rochefort                                            | Fernand Kolbeck                                      | 2 h 20 min 37 s                                      | N/A                                                  | N/A                                                  |
| 1970  | Fontainebleau                                        | René Combes (2)                                      | 2 h 24 min 14 s                                      | N/A                                                  | N/A                                                  |
| 1969  | Le Grand-Quevilly                                    | André Lacour                                         | 2 h 33 min 21 s                                      | N/A                                                  | N/A                                                  |
| 1968  | Fontainebleau                                        | René Combes                                          | 2 h 23 min 56 s                                      | N/A                                                  | N/A                                                  |
| 1967  | Fontainebleau                                        | Robert Gomez                                         | 2 h 26 min 31 s                                      | N/A                                                  | N/A                                                  |
| 1966  | Fontainebleau                                        | Alain Mimoun (6)                                     | 2 h 25 min 41 s                                      | N/A                                                  | N/A                                                  |
| 1965  | Fontainebleau                                        | Alain Mimoun (5)                                     | 2 h 30 min 19 s                                      | N/A                                                  | N/A                                                  |
| 1964  | Fontainebleau                                        | Alain Mimoun (4)                                     | 2 h 28 min 55 s                                      | N/A                                                  | N/A                                                  |
| 1963  | Fontainebleau                                        | Jean Lavaine                                         | 2 h 33 min 14 s                                      | N/A                                                  | N/A                                                  |
| 1962  | Fontainebleau                                        | Eric Halberg                                         | 2 h 35 min 58 s                                      | N/A                                                  | N/A                                                  |
| 1961  | Montmélian                                           | Paul Genève                                          | 2 h 41 min 01 s                                      | N/A                                                  | N/A                                                  |
| 1960  | Fontainebleau                                        | Alain Mimoun (3)                                     | 2 h 31 min 55 s                                      | N/A                                                  | N/A                                                  |
| 1959  | Colombes                                             | Alain Mimoun (2)                                     | 2 h 23 min 41 s                                      | N/A                                                  | N/A                                                  |
| 1958  | Colombes                                             | Alain Mimoun                                         | 2 h 25 min 30 s                                      | N/A                                                  | N/A                                                  |
| 1957  | Colombes                                             | Henri Chene                                          | 2 h 30 min 04 s                                      | N/A                                                  | N/A                                                  |
| 1956  | Colombes                                             | Mohamed Maguini Ben Saïd                             | 2 h 29 min 29 s                                      | N/A                                                  | N/A                                                  |
| 1955  | Chambéry                                             | Joseph Pezier                                        | 2 h 48 min 44 s                                      | N/A                                                  | N/A                                                  |
| 1954  | Fontainebleau                                        | Michel Pressensé                                     | 2 h 35 min 36 s                                      | N/A                                                  | N/A                                                  |
| 1953  | Colombes                                             | Charles Cérou (2)                                    | 2 h 37 min 52 s                                      | N/A                                                  | N/A                                                  |
| 1952  | Colombes                                             | Lionel Billas                                        | 2 h 44 min 03 s                                      | N/A                                                  | N/A                                                  |
| 1951  | Colombes                                             | Charles Cérou                                        | 2 h 45 min 17 s                                      | N/A                                                  | N/A                                                  |
| 1950  | Colombes                                             | René Josset (3)                                      | 2 h 35 min 49 s                                      | N/A                                                  | N/A                                                  |
| 1949  | Colombes                                             | René Josset (2)                                      | 2 h 48 min 18 s                                      | N/A                                                  | N/A                                                  |
| 1948  | Colombes                                             | René Josset                                          | 2 h 36 min 58 s                                      | N/A                                                  | N/A                                                  |
| 1947  | Colombes                                             | Pierre Cousin (2)                                    | 2 h 58 min 47 s                                      | N/A                                                  | N/A                                                  |
| 1946  | Colombes                                             | Pierre Cousin                                        | 2 h 41 min 17 s                                      | N/A                                                  | N/A                                                  |
| 1945  | Joinville-le-Pont (35,0 km)                          | Georges Lebas                                        | 2 h 11 min 16 s                                      | N/A                                                  | N/A                                                  |
| 1943  | Paris (35,0 km)                                      | Eugène Lamarque                                      | 2 h 08 min 12 s                                      | N/A                                                  | N/A                                                  |
| 1941  | Colombes (32,0 km)                                   | Maurice Waltispurger (2)                             | 2 h 01 min 32 s                                      | N/A                                                  | N/A                                                  |
| 1939  | Colombes (35,0 km)                                   | Nouba Khaled                                         | 2 h 13 min 29 s                                      | N/A                                                  | N/A                                                  |
| 1938  | Colombes (35,0 km)                                   | Maurice Waltispurger                                 | 2 h 13 min 53 s                                      | N/A                                                  | N/A                                                  |
| 1937  |                                                      | Désiré Leriche                                       | 2 h 41 min 53 s                                      | N/A                                                  | N/A                                                  |
| 1936  | Colombes (35,0 km)                                   | Fernand Le Heurteur                                  | 2 h 18 min 49 s                                      | N/A                                                  | N/A                                                  |
| 1932  |                                                      | François Bégeot                                      | 2 h 40 min 23 s                                      | N/A                                                  | N/A                                                  |
| 1931  | (37,0 km)                                            | Raoul Morier                                         | 2 h 17 min 00 s                                      | N/A                                                  | N/A                                                  |
| 1930  | (38,0 km)                                            | Marius Signoret                                      | 2 h 15 min 55 s                                      | N/A                                                  | N/A                                                  |
| 1928  | (38,5 km)                                            | Boughéra El Ouafi (2)                                | 2 h 20 min 03 s                                      | N/A                                                  | N/A                                                  |
| 1926  | Colombes                                             | Gustave Lacolle (2)                                  | 2 h 52 min 21 s                                      | N/A                                                  | N/A                                                  |
| 1925  | Colombes                                             | René Sornais                                         | 2 h 53 min 45 s                                      | N/A                                                  | N/A                                                  |
| 1924  | Colombes                                             | Boughéra El Ouafi                                    | 2 h 50 min 53 s                                      | N/A                                                  | N/A                                                  |
| 1923  | Paris                                                | Gustave Lacolle                                      | 2 h 49 min 49 s                                      | N/A                                                  | N/A                                                  |
| 1922  | Colombes                                             | Allemanen Arbidi                                     | 2 h 54 min 36 s                                      | N/A                                                  | N/A                                                  |
| 1921  | Colombes                                             | Charles Robert                                       | 3 h 00 min 48 s                                      | N/A                                                  | N/A                                                  |
| 1920  | Paris (30,0 km)                                      | Louis Ichard                                         | 1 h 44 min 54 s                                      | N/A                                                  | N/A                                                  |
| 1914  |                                                      | Mouloud Chafari                                      | 2 h 42 min 03 s                                      | N/A                                                  | N/A                                                  |
| 1912  | (30,0 km)                                            | Louis Pautex                                         | 1 h 48 min 18 s                                      | N/A                                                  | N/A                                                  |